# KEK足球會
KEK足球會（KF KEK）是一支位於科索沃的職業足球會，目前於科索沃乙組足球聯賽角逐。該俱樂部曾是2003年的科索沃杯和科索沃超级杯冠軍。